# Cairano

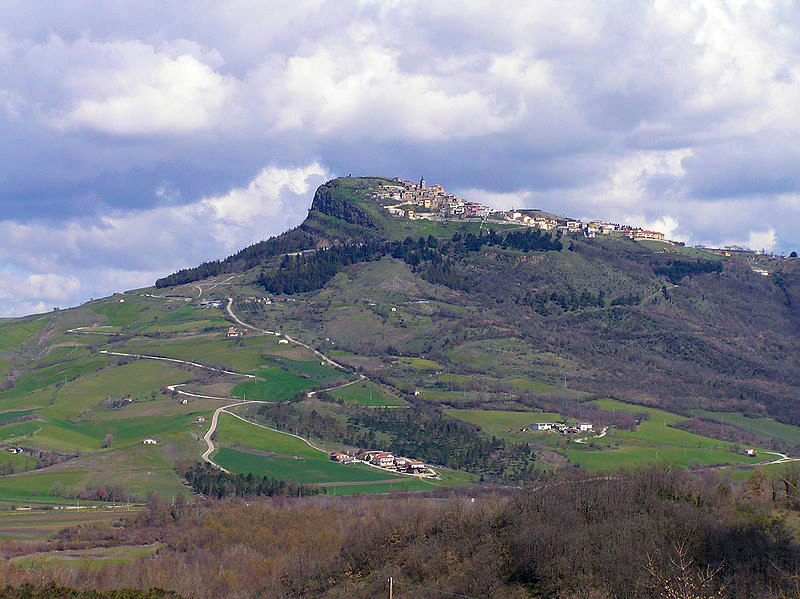
Cairano

Cairano ist eine italienische Gemeinde mit 286 Einwohnern (Stand 31. Dezember 2023) in der Provinz Avellino in der Region Kampanien.

Der Ort ist Teil der Bergkommune Comunità Montana Alta Irpinia. Er zählt zu den fünf bevölkerungsschwächsten Gemeinden in der Region Kampanien.

## Geografie
Die Nachbargemeinden sind Andretta, Calitri, Conza della Campania und Pescopagano (PZ).

## Geschichte
Der Ort wurde am 8. September 1694 durch ein Erdbeben vollständig zerstört.

## Verkehr
Der Bahnhof Conza-Andretta-Cairano liegt etwas südwestlich des Ortes an der im Personenverkehr nicht mehr bedienten Bahnstrecke Avellino–Rocchetta Sant’Antonio.